# Клостер-Ленін
Клостер-Ленін (нім. Kloster Lehnin) — громада в Німеччині, розташована в землі Бранденбург. Входить до складу району Потсдам-Міттельмарк.
Площа — 199,30 км2. Населення становить 10 971 ос. (станом на 31 грудня 2020).

## Демографія
- Динаміка населення з 1875 року в сучасних кордонах (Синя лінія: населення; Пунктир: відносна порівняльна динаміка населення землі Бранденбург; Сірий фон: період Третього рейху; Помаранчевий фон: період НДР)
- Динаміка населення (синя лінія) і прогнози

| Рік  | Населення |
| ---- | --------- |
| 1875 | 8 142     |
| 1890 | 9 562     |
| 1910 | 10 153    |
| 1925 | 9 924     |
| 1939 | 11 651    |
| 1950 | 13 891    |
| 1964 | 11 800    |

| Рік  | Населення |
| ---- | --------- |
| 1971 | 11 504    |
| 1981 | 10 921    |
| 1985 | 11 173    |
| 1990 | 10 864    |
| 1995 | 10 996    |
| 2000 | 11 586    |
| 2005 | 11 700    |

| Рік  | Населення |
| ---- | --------- |
| 2010 | 11 089    |
| 2015 | 10 720    |
| 2016 | 10 903    |
| 2017 | 10 848    |
| 2018 | 10 871    |
| 2019 | 10 894    |
| 2020 | 10 971    |

Джерела даних вказані на Wikimedia Commons.

## Галерея

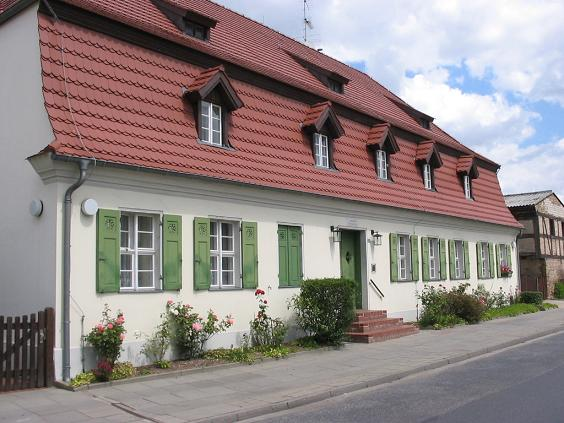
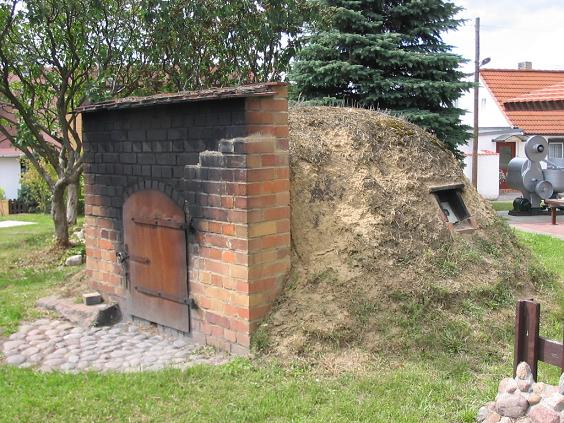
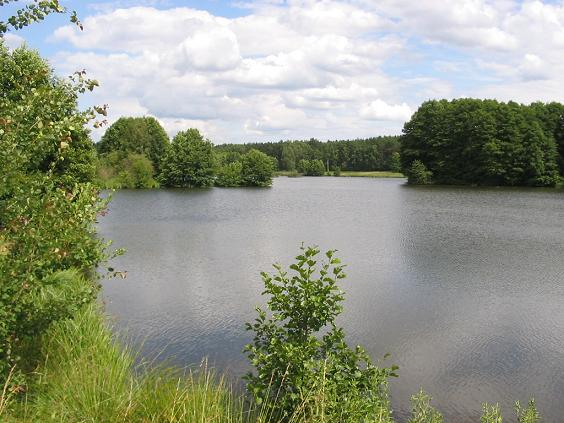
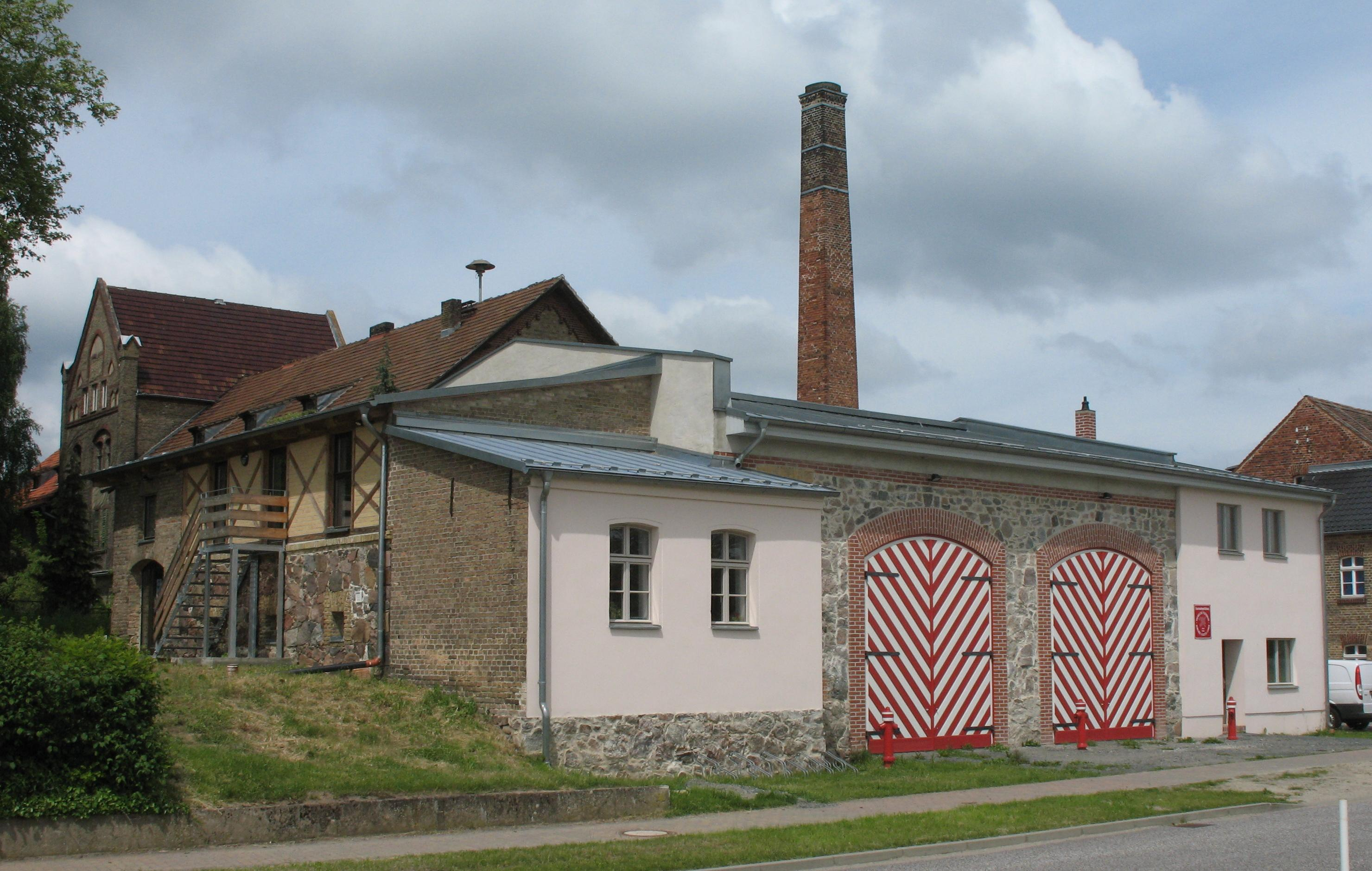
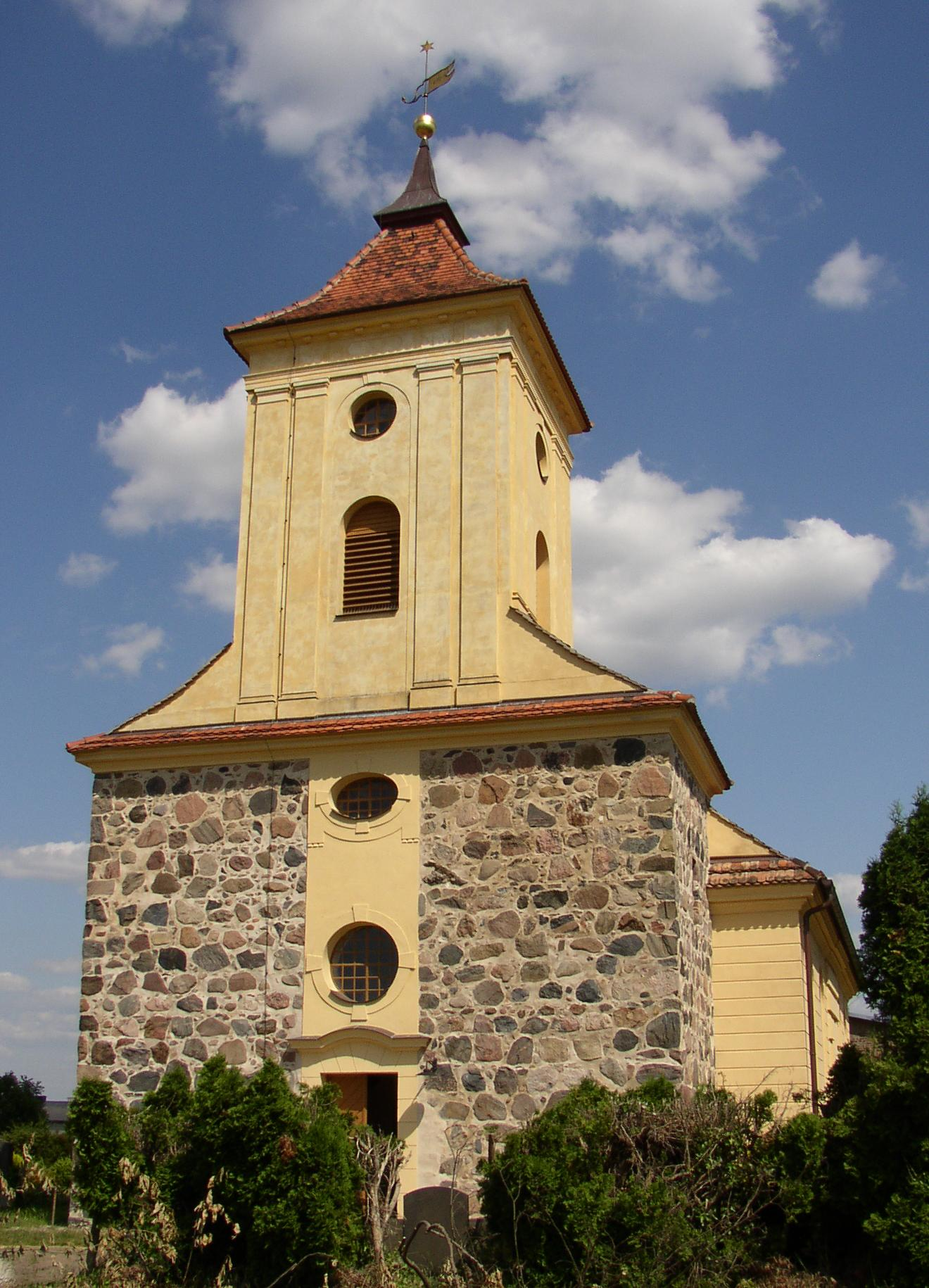
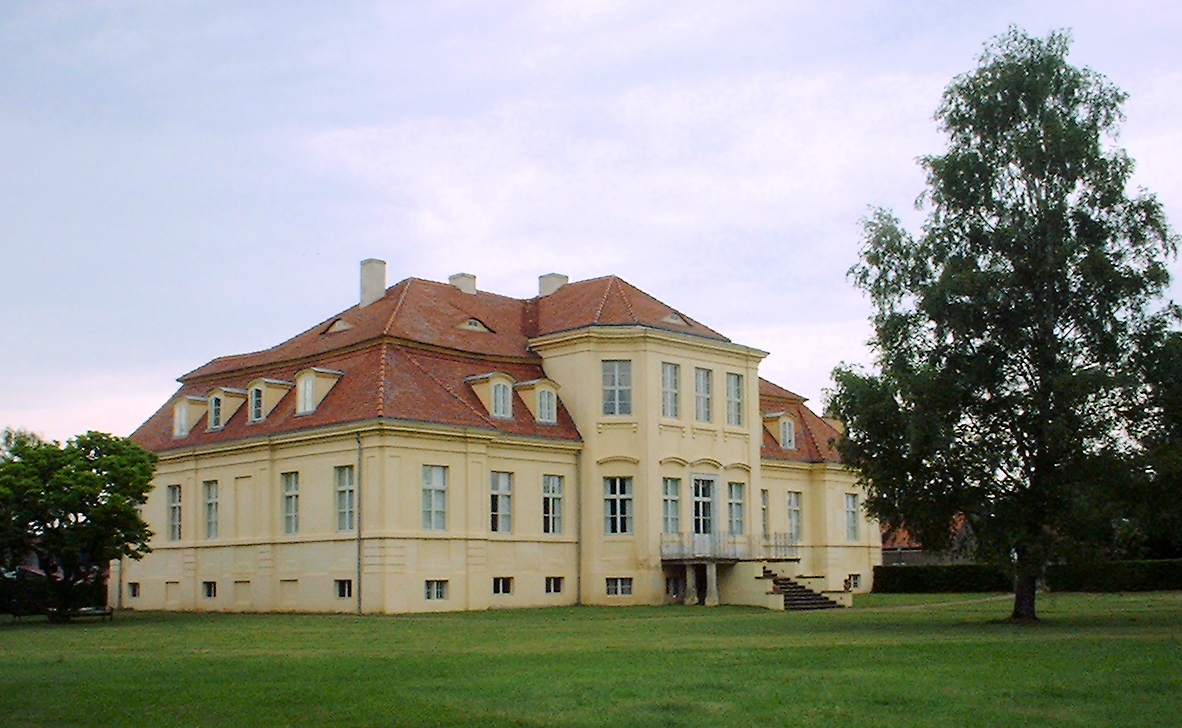